# 구아르디아레자
구아르디아레자(이탈리아어: Guardiaregia)는 이탈리아 몰리세주 캄포바소도의 코무네다. 이곳의 수호 성인은 성 니콜라우스라고도 알려진 산 키롤라 디 바리다. 이곳 주민들은 제2차 세계대전 기간 동안 캐나다나 미국으로 이민을 많이 갔다. 토론토에는 큰 규모의 구아르디아레자 공동체가 있으며, 매년 구아르디아레자로 피크닉을 간다. 구아르디아레자의 명칭의 뜻은 "산마루의 수호자"라는 뜻이다.